# Divinity Love

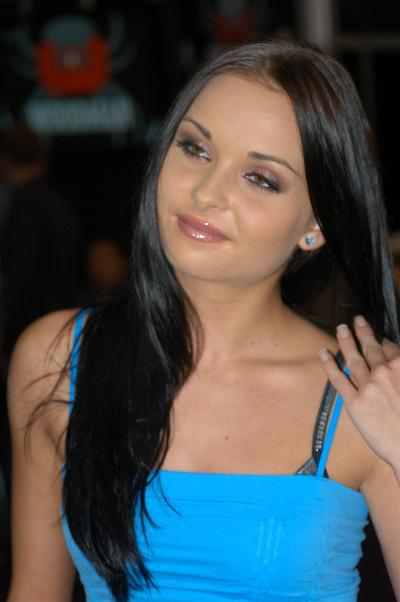
Divinity Love (2007)

Divinity Love (* 11. Februar 1986 in der Tschechoslowakei) ist eine tschechische Pornodarstellerin.

## Leben
Love ist bekannt für ihre Rollen in den Filmen Xcalibur von Pierre Woodman und Sex City. Sie ist die jüngere von zwei Schwestern und studierte Kosmetik, bevor sie sich für eine andere Karriere entschied. Sie arbeitete zunächst als Gogo-Tänzerin, bis sie die Möglichkeit bekam, am Casting für den Film Sex City teilzunehmen. Woodman machte sie 2007 zur Exklusivdarstellerin von Woodman Entertainment. Sie war damit die zweite Exklusivdarstellerin nach Caylian Curtis.

## Filmografie
- 2006: Sex City
- 2006: Sex City 2
- 2006: Sex City 3
- 2007: Xcalibur
- 2007: The Perfectionist
- 2008: The Perfectionist 3

## Auszeichnungen
- FICEB Award 2007: Best Starlet für Xcalibur
- Brussels Erotica 2007: Best European Starlet